# Catherine Dunglison
Catherine „Cathy“ E. Dunglison (* 1926; † 2005) war eine schottische Badmintonspielerin. 

## Karriere
Catherine Dunglison wurde 1955 erstmals nationale schottische Meisterin. Zehn weitere Titelgewinne folgten bis 1967. 1958 und 1966 gewann sie die Irish Open, 1963 und 1965 die Scottish Open.

## Sportliche Erfolge
| Saison | Veranstaltung                     | Disziplin   | Platz | Name                                  |
| ------ | --------------------------------- | ----------- | ----- | ------------------------------------- |
| 1955   | Schottland: Einzelmeisterschaften | Damendoppel | 1     | Catherine Dunglison / J. H. Dunglison |
| 1957   | Schottland: Einzelmeisterschaften | Dameneinzel | 1     | Catherine Dunglison                   |
| 1958   | Irish Open                        | Damendoppel | 1     | Catherine Dunglison / Gladys Massie   |
| 1958   | Schottland: Einzelmeisterschaften | Dameneinzel | 1     | Catherine Dunglison                   |
| 1958   | Schottland: Einzelmeisterschaften | Damendoppel | 1     | Catherine Dunglison / J. Gordon       |
| 1959   | Schottland: Einzelmeisterschaften | Damendoppel | 1     | Catherine Dunglison / J. Gordon       |
| 1963   | Scottish Open                     | Mixed       | 1     | Mac Henderson / Catherine Dunglison   |
| 1963   | Schottland: Einzelmeisterschaften | Mixed       | 1     | Mac Henderson / Catherine Dunglison   |
| 1963   | Schottland: Einzelmeisterschaften | Damendoppel | 1     | Catherine Dunglison / Muriel Ferguson |
| 1965   | Scottish Open                     | Damendoppel | 1     | Catherine Dunglison / Wilma Reid      |
| 1965   | Schottland: Einzelmeisterschaften | Damendoppel | 1     | Catherine Dunglison / Wilma Reid      |
| 1966   | Irish Open                        | Mixed       | 1     | Mac Henderson / Catherine Dunglison   |
| 1966   | Schottland: Einzelmeisterschaften | Mixed       | 1     | Mac Henderson / Catherine Dunglison   |
| 1966   | Schottland: Einzelmeisterschaften | Damendoppel | 1     | Catherine Dunglison / Wilma Reid      |
| 1967   | Schottland: Einzelmeisterschaften | Damendoppel | 1     | Catherine Dunglison / Muriel Ferguson |